# Lac Conococha
 (novembre 2022).
Si vous disposez d'ouvrages ou d'articles de référence ou si vous connaissez des sites web de qualité traitant du thème abordé ici, merci de compléter l'article en donnant les références utiles à sa vérifiabilité et en les liant à la section « Notes et références ».
Le lac Conococha ((es) Laguna Conococha, (qu) Qunuqucha) est un lac situé dans la région d'Ancash au Pérou. Alimenté par des sources d'eau chaudes, il est le lac principal du Callejón de Huaylas et la source du fleuve Santa.
Malgré ses 4 050 m d'altitude, il est riche en poissons, notamment en saumons et truites. Ses fonds vert émeraude, sa faune et sa flore en font d'ailleurs l'un des hauts lieux touristiques de la région.